# اتفاقية بليد (1947)
وقعت اتفاقية بليد (المشار إليها أيضًا باسم معاهدة تيتو ديميتروف) في 1 أغسطس 1947 بين جورجي ديميتروف وجوزيف بروز تيتو في بليد، جمهورية سلوفينيا. تضمنت المعاهدة توحيد بلغاريا ويوغوسلافيا في المستقبل ثم بالتبعية اتحاد البلقان وإلغاء التأشيرات وإقامة اتحاد جمركي، وأيضًا المرة الأولى التي تعترف فيها بلغاريا بالعرق المقدوني وباللغة المقدونية.
تتضمن المعاهدة عدة اتفاقيات حول: التعاون الاقتصادي، والتسهيلات الجمركية، وإعداد اتحاد جمركي، وتسهيل المعابر الحدودية، والعبور الحدودي على حدود السكان، والمواطنة بين البلدين. تنازلت الحكومة اليوغوسلافية عن 25 مليون دولار من تعويضات الحرب المستحقة لها على بلغاريا. مثلت هذه الاتفاقيات التطلعات والجهود المتبادلة لتطوير علاقات جديدة بين البلدين. واتفقوا على أن الحكومة ستتولى السيطرة المباشرة على جنوب بلغاريا لضمان حقوق المقدونيين في بيرين مقدونيا (مقاطعة بلاغويفغراد الآن ) في التنمية الاقتصادية والثقافية الوطنية الحرة.
عكست بنود الاتفاقية بعد انفصال تيتو ستالين في يونيو 1948 عندما عادت بلغاريا يوغوسلافيا لعدم رغبتها في أن تصبح جمهورية يوغوسلافيا السابعة كما تصور تيتو وارتباط بلغاريا بمصالح الاتحاد السوفيت. قامت حكومة بلغاريا في 1 أكتوبر 1949 بنقض معاهدة الصداقة والتعاون والمساعدة المتبادلة في بليد وجميع اتفاقياتها بعد بدأ فترة إنفورمبيرو. حددت وثيقة لوكالة المخابرات المركزية من نوفمبر 1948، والتي رفعت عنها السرية في عام 2011 التوترات بين البلدين وتوقعات شعب مقدونيا اليوغوسلافية.